# 生活協同組合おかやまコープ
生活協同組合おかやまコープ（せいかつきょうどうくみあい-）は、岡山県のほぼ全域を事業範囲とし、宅配と店舗の供給事業を中心に展開する生活協同組合。

## 概要
1956年に設立された岡山生活協同組合（岡山生協）を前身とする。しかし、放漫経営を理由として1974年に倒産。その後、4人の職員を中心に再建を行う。
県内の農業協同組合、漁業協同組合など食料生産者との協力を進めており、県産食品の普及推進など、地産地消や食料自給率向上に取り組んでいる。子会社のコープファームおかやまでは、瀬戸内市牛窓町の農園でトマトを栽培して、出荷している。

## 沿革
- 1956年（昭和31年）：岡山生活協同組合設立
- 1974年（昭和49年）：岡山生協倒産、再建活動が直ちに始まる
- 1977年（昭和52年）：岡山市民生活協同組合に名称変更
- 1982年（昭和57年）：事業範囲を岡山県南部一帯にすることを決定
- 1983年（昭和58年）：玉野市と旧灘崎町を除く[1]、岡山県全域に範囲拡大
- 1988年（昭和63年）：第1号店舗「コープ大野辻」開店
- 1990年（平成2年）：愛称を「おかやまコープ」に
- 2000年（平成12年）：正式名称を生活協同組合おかやまコープに改称
- 2005年（平成17年）：中四国の生協と共同で、コープ中国四国事業連合（コープCSネット）設立

## 事業

### 宅配
他の生協同様に、かつては組合員数人で結成する班単位に配達する共同購入が主流だったが、生活スタイルの変化により組合員宅1件ずつ個別に配達する個配（個別配送）が主流となっている。
近年では、個配が難しいオートロックマンションの増加に対応するため、コープステーションと呼ぶ有人受取場所の設置に積極的。
宅配の商品案内（カタログ）は、一部を除いて中国地方の生協と統合をしている。
配送センター
県内16ヶ所に配送センターを置き、県内ほぼ全域に展開している。
- 東岡山センター（岡山市中区）：岡山市東部（瀬戸地域を除く）
- 藤田センター（岡山市南区）：岡山市中心部～南部
- 長船センター（瀬戸内市）：瀬戸内市、備前市（旧吉永町を除く）
- 津高センター（岡山市北区）：岡山市中心部～北部
- 陵南センター（岡山市北区）：岡山市中心部～西部
- 倉敷東部センター（倉敷市）：倉敷市中心部～東部、早島町
- 水島センター（倉敷市）：倉敷市中心部～南部
- 玉島センター（倉敷市）：倉敷市西部
- 笠岡センター（笠岡市）：笠岡市、浅口市、里庄町
- 井原センター（井原市）：井原市、矢掛町、笠岡市北部
- 赤磐センター（赤磐市）：赤磐市、和気町、備前市吉永地区
- 津山センター（津山市）：津山市東部、美作市、勝央町、奈義町、西粟倉村
- 久米センター（津山市）：津山市西部、鏡野町（旧富村を除く）、美咲町（旧旭町を除く）、久米南町
- 真庭センター（真庭市）：真庭市、新庄村、鏡野町富地区、美咲町旭地区
- 総社センター（総社市）：総社市、吉備中央町
- 新見センター（新見市）：新見市、高梁市

### 店舗
- 岡山市：コープ大野辻、コープ西大寺、コープ東川原、コープ福富、コープ大福
- 倉敷市：コープ北畝、コープ倉敷北
- 津山市：コープ林田
- 総社市：コープ総社東
- 赤磐市：コープ山陽
- 浅口市：コープ鴨方

かつて存在した店舗
- コープ児島（倉敷市）：2005年閉店。現在はハローズ児島店
- コープ築港（岡山市南区）：2013年閉店、コープ福富に移転によるもの。現在はマルナカ築港店
- コープ院庄（津山市）：2013年閉店。エスマート院庄店のち現在はマルイウエストランド店の仮店舗

### 福祉
岡山市と倉敷市に、デイサービスを展開している。